# Korfu (miasto)
Korfu (Kerkyra) (gr.  Κέρκυρα) – miasto i gmina w Grecji, na wyspie Korfu, w administracji zdecentralizowanej Peloponez, Grecja Zachodnia i Wyspy Jońskie, w regionie Wyspy Jońskie, w jednostce regionalnej Korfu. Siedziba gminy Korfu. W 2011 roku liczyło 24 838 mieszkańców.
Miasto ma własny port pasażerski, a także lotnisko. Korfu odnowiono z okazji spotkania przywódców państw Unii Europejskiej w 1994 r. W 2007 r. jego część staromiejską wpisano na listę światowego dziedzictwa UNESCO.

## Zabytki i obiekty turystyczne
Chociaż wskutek bombardowań podczas II wojny światowej wiele obiektów zabytkowych uległo zniszczeniu, dotychczas przetrwały m.in.:
- pozostałości świątyni Artemidy (Artemizjonu) z końca VI w. p.n.e.
- pałac gubernatorów z początków XIX wieku
- stara twierdza (Paleo Frurio, XVI w.) na połączonej z miastem wysepce i latarnia morska Sidero („Żelazna”)
- twierdza Nowa Forteca (Fortezza nuova, Neo Frurio) z kon. XVI-XVII wieku
- kościół świętego Spirydona (patrona wyspy) z końca XVI wieku
- budynki z czasów rządów francuskich i brytyjskich (pierwsza połowa XIX wieku)

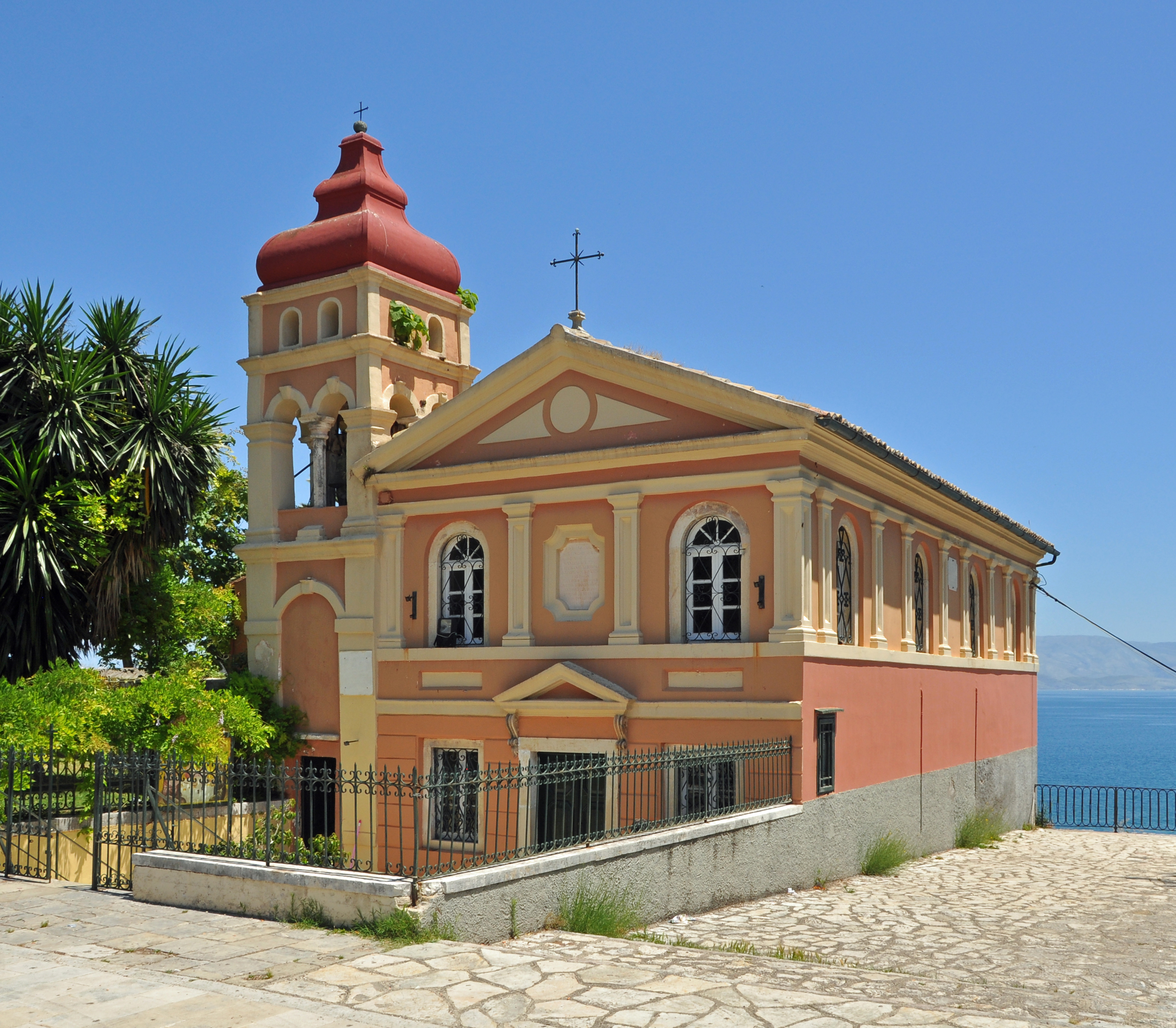
Kościół Matki Bożej Mandrakina
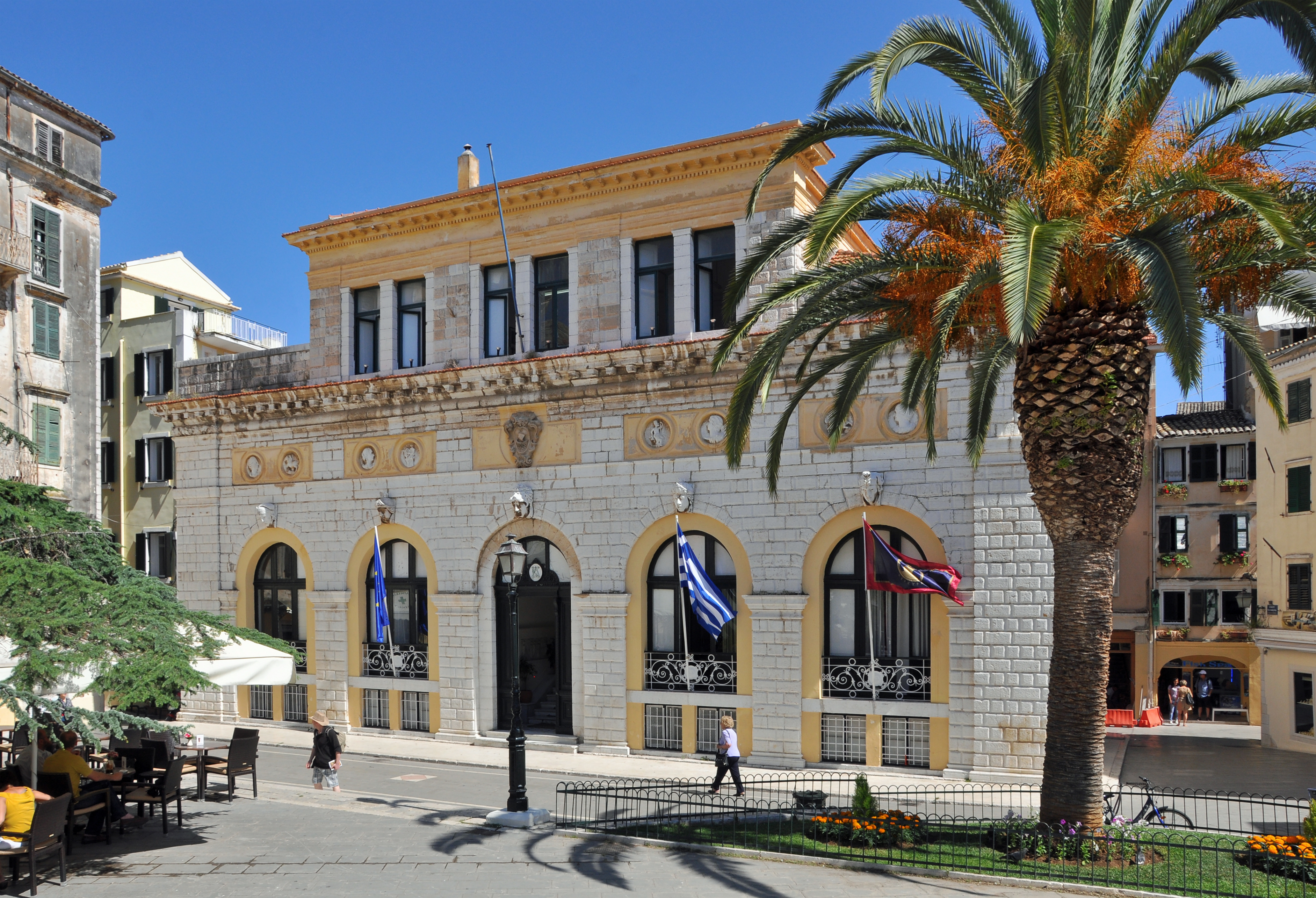
Ratusz
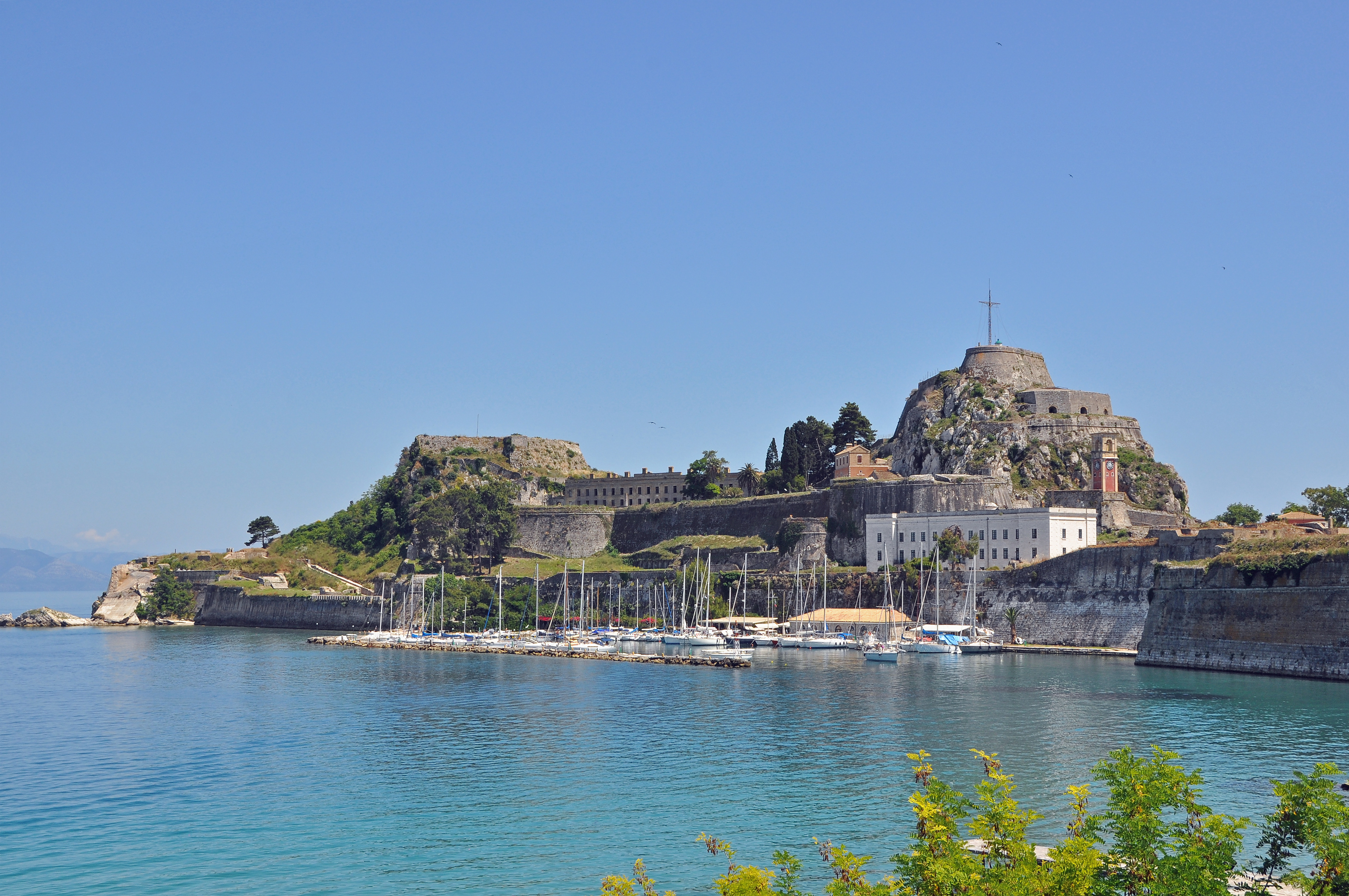
Stara twierdza
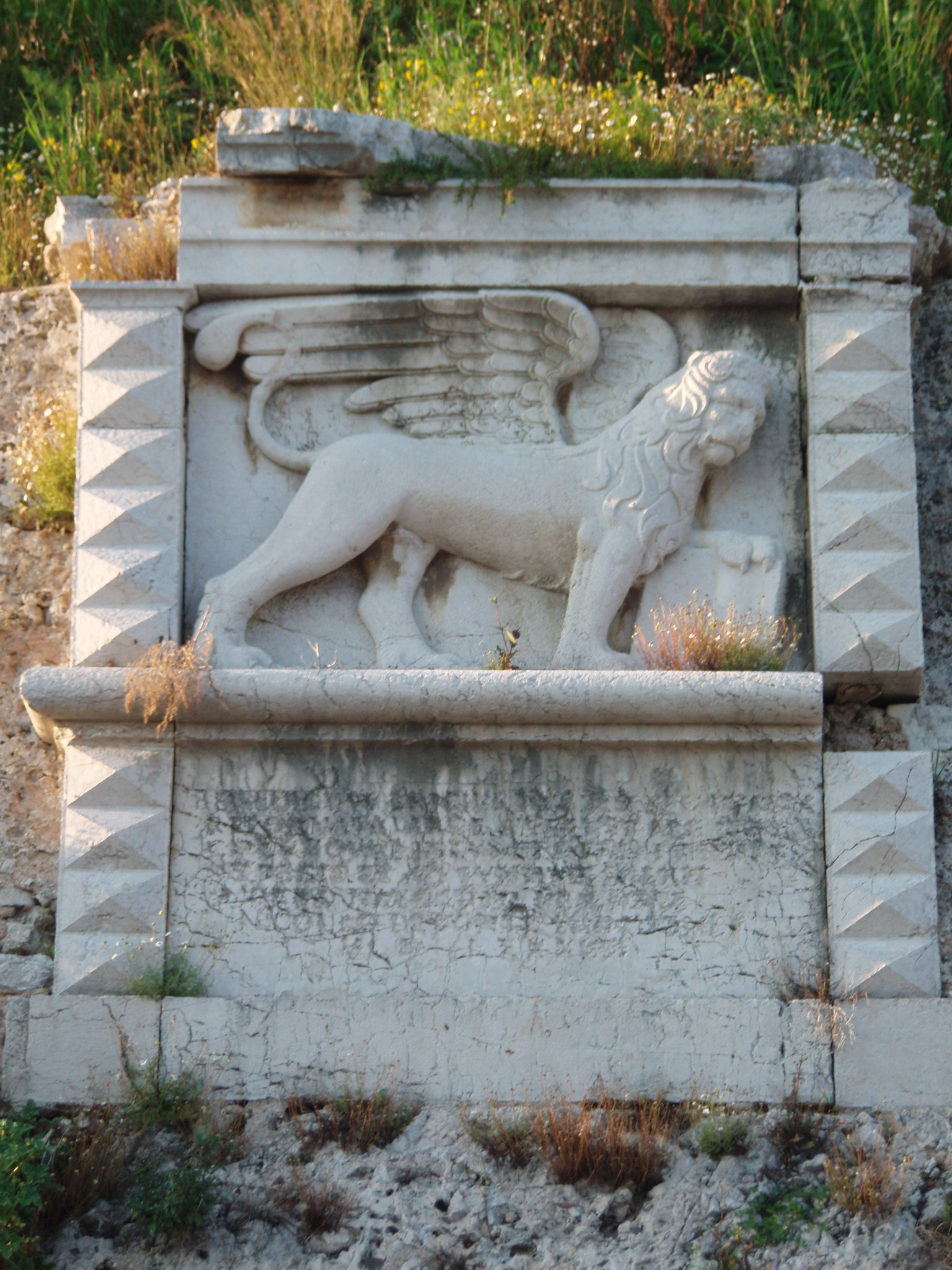
Herb Republiki Weneckiej na murach Nowej Twierdzy
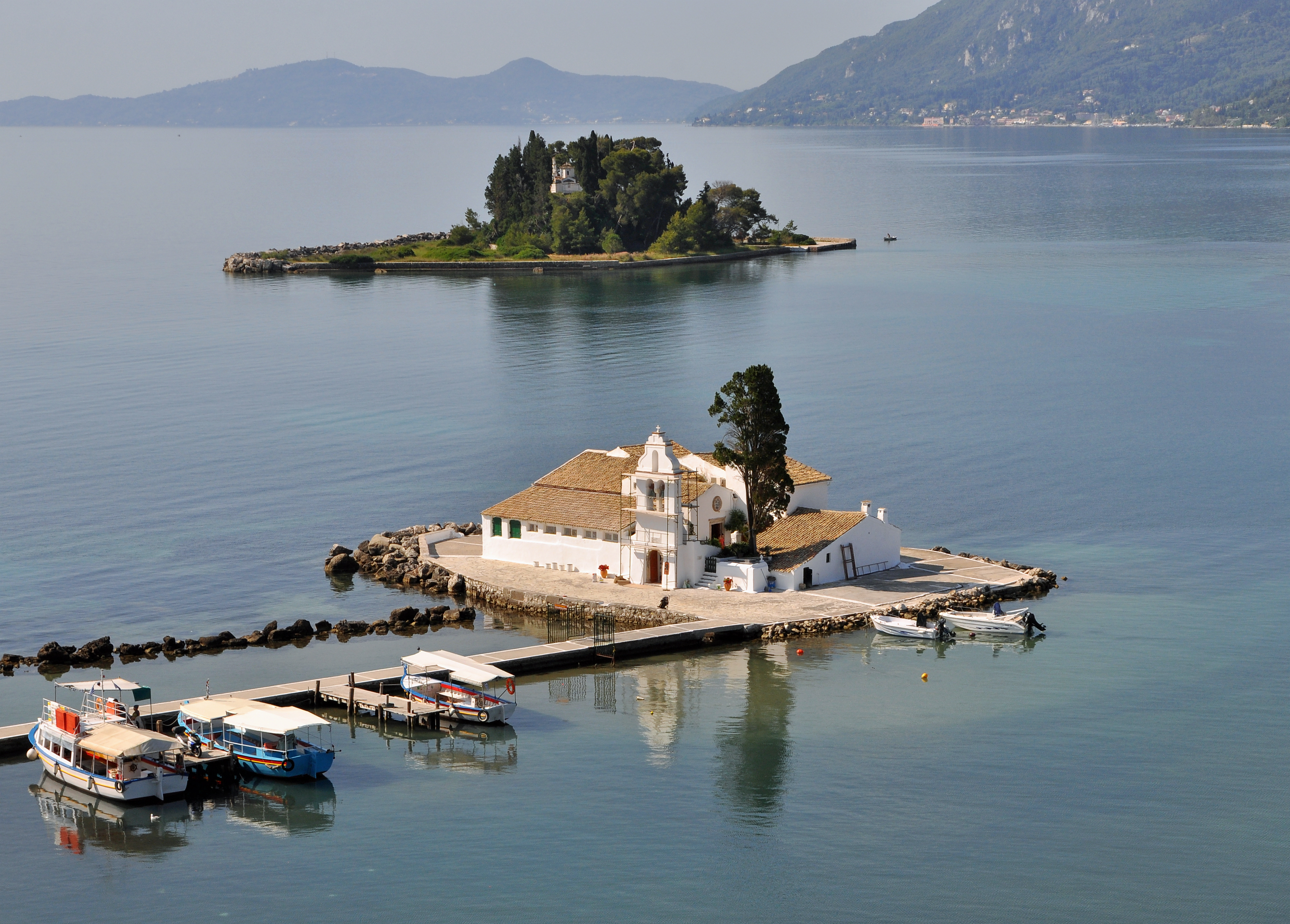
Wyspy Vlacherna i Pontikonisi
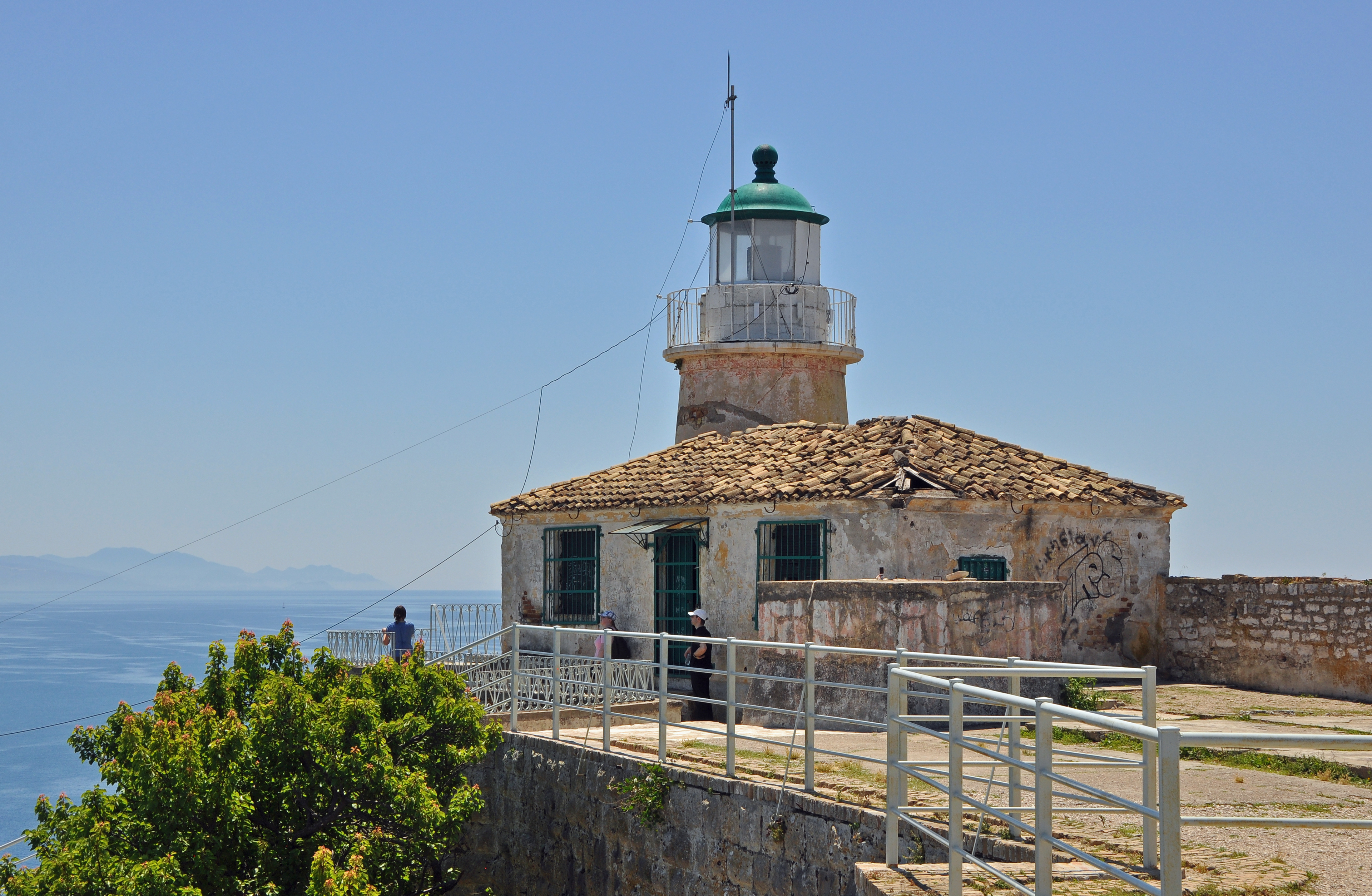
Latarnia Sidero

## Miasta partnerskie
- – Kruševac, Serbia
- – Pafos, Cypr
- – Famagusta, Cypr
- – Miśnia, Niemcy
- – Troisdorf, Niemcy
- – Brindisi, Włochy
- – Carovigno, Włochy
- – Werona, Włochy
- – Saranda, Albania